# Erica broadleyana
Erica broadleyana är en ljungväxtart som beskrevs av Gábor Gabriel Andreánszky. Erica broadleyana ingår i släktet klockljungssläktet, och familjen ljungväxter. Inga underarter finns listade i Catalogue of Life.